# Hydractinia armata
Hydractinia armata är en nässeldjursart som beskrevs av John Fraser 1940. Hydractinia armata ingår i släktet Hydractinia och familjen Hydractiniidae. Inga underarter finns listade i Catalogue of Life.